# NGC 7153
NGC 7153 (другие обозначения — PGC 67624, ESO 466-16, MCG -5-51-22) — спиральная галактика (Sb) в созвездии Южная Рыба.
Этот объект входит в число перечисленных в оригинальной редакции «Нового общего каталога».